# جوليا ماركوس
جوليا ماركوس هي راقصة سويسرية، ولدت في 24 ديسمبر 1905 في سانت غالن في سويسرا، وتوفيت في 17 يوليو 2002.